# 1530
Cette page concerne l'année 1530  du calendrier julien. Pour l'année 1530 av. J.-C., voir 1530 av. J.-C.
L'année 1530 est une année commune qui commence un samedi.

## Événements
- 26 janvier : Francisco Pizarro quitte Sanlúcar de Barrameda en Espagne avec trois navires[1].
- 20 mai : Diego de Ordás reçoit de la Couronne d'Espagne les lettres patentes qui l'autorisent à conquérir et peupler les provinces entre le río Marañón (Orénoque) jusqu'au Cabo de la Vela (Guajira)[2]. Il explore la côte guyanaise et l’Orénoque (1530-1531). Il meurt d’insolation sur les berges du Rio Negro.
- 15 juillet : Hernán Cortés, de retour au Mexique comme marquis de la Vallée d’Oaxaca, s’installe à Cuernavaca[3]. Il met en valeur la région par des plantations (mûrier, chanvre, lin, canne à sucre), l’élevage (mérinos et bovins), et l’exploitation de mines d’or (Tehuantepec) et d’argent (Zacatecas).
- 30 juillet : Nikolaus Federmann devient représentant des intérêts des Welser au Venezuela[4]. Il prospecte le pays.
- 2 septembre : création de l'évêché de Mexico[5].
- 3 décembre : départ de Lisbonne de l'expédition de Martim Afonso de Sousa et de son frère Pero Lopes. Ils explorent les côtes par le cap de Saint-Augustin (31 janvier 1531), Pernambouc, Bahia (1er mars), jusqu’au port actuel de Cananéia (août). Pero Lopes avance jusqu’au « Rio da Prata ». Au retour, en 1532, ils fondent dans le Sud le premier village brésilien à São Vicente et pénètrent à l’intérieur des terres jusqu’à Santo André (près de São Paulo). Martin Afonso reçoit là le titre de donataire de São Vicente[6].
- 27 décembre : la troisième expédition de Francisco Pizarro part de Panama pour conquérir le Pérou[1].

- 29 décembre : Humâyûn succède à sa mort à son père Bâbur à la tête de l’empire moghol (1530-1540 et 1555-1556). Il remporte quelques succès militaires, conquiert le Gujerat de Bahâdûr Shâh (1535) mais le perd l’année suivante[7]. La coutume turco-mongole de succession stipule une souveraineté collective : Humâyûn hérite du titre de sultan mais les puînés administrent comme apanages une partie de l’Empire. Humâyûn, qui n’a pas les qualités militaires de son père, doit composer avec ses demi-frères. Kamran Mirza (en) (1509-1557) obtient les régions de Balkh et de Kaboul, avant d'investir le Pendjab en 1538. Askari et Hindal se contentent d'apanages plus réduits[8].

- Le khan des Mongols Altan Khan envahit le Kansou et saccage la frontière chinoise[9].

### Europe
- 23 février : Charles Quint reçoit du pape Clément VII la couronne de fer des rois d’Italie. Il est sacré empereur le 24[10] à Bologne. Il est le dernier empereur à être couronné par le pape. Son frère Ferdinand de Habsbourg, est élu roi des Romains en janvier 1531.

- 24 mars : François Ier fonde le Collège des Lecteurs Royaux (l'ancêtre du Collège de France qui lui succédera en 1815) à Paris, à la requête de Guillaume Budé, pour dispenser un enseignement centré sur l’étude des humanités, la philosophie gréco-latine, mais aussi les connaissances nouvelles dans un lieu d’enseignement libéré du contrôle de l’Église[11]. Pierre Danès et Jacques Toussain enseignent le grec, François Vatable, Agacio Guidacerio puis Paul Paradis pour l'hébreu, puis Oronce Fine (en 1531) les mathématiques.
- Mars : Hugh Latimer prêche à Windsor devant le roi Henri VIII d'Angleterre. Il devient son chapelain.

- 8 avril : les Gonzague deviennent ducs de Mantoue par la grâce de Charles Quint[12].

- Avril-septembre : Thomas Cranmer accompagne Wiltshire à Rome pour exposer la demande du roi Henri VIII d'Angleterre d’annuler son mariage avec Catherine d'Aragon[13].

- 20 mai : l'assemblée d'Uppsala décrète un impôt sur les cloches des villes en Suède pour rembourser la dette due à Lübeck. Il est étendu aux bourgs et aux villages en janvier 1531[14].

- 5 juin : Nicolas Perrenot de Granvelle devient chancelier de Charles Quint[15].

- 25 juin : la confession d'Augsbourg, rédigée par Philippe Melanchthon (qui remplace Martin Luther) et Camerarius, est présentée à Charles Quint à la diète d'Augsbourg, mais elle est rejetée par les théologiens catholiques (Confessio tetrapolitana)[16].

- 1er juillet : libération des enfants du roi de France détenus comme otages depuis 4 ans par Charles Quint contre une rançon d'un millon deux cent mille ducats[17].

- 2 juillet : jugement de la faculté de théologie de Paris dans l'affaire du divorce d'Henri VIII d'Angleterre avec Catherine d'Aragon. François Ier contraint l’Université de Paris, consultée, à entériner le divorce. Il interdit au syndic de la faculté de théologie de Paris Noël Béda de consulter Rome sous peine d’enfreindre les droits et privilèges du royaume. Guillaume du Bellay soutient le roi[18].

- 4 juillet : François Ier épouse Éléonore de Habsbourg, sœur de Charles Quint[19].

- 10 juillet : confession danoise dite des Trente-trois articles de Copenhague (Confessio Hafniensis), qui pose les bases de la Réforme, mais n’est pas adoptée officiellement[20].

- 3 août : mort de Philibert de Chalon à la bataille de Gavinana, près de Florence[21]. Une branche cadette de la maison ducale de Nassau acquiert la principauté d’Orange. René de Chalon hérite des biens de la maison de Chalon[22].

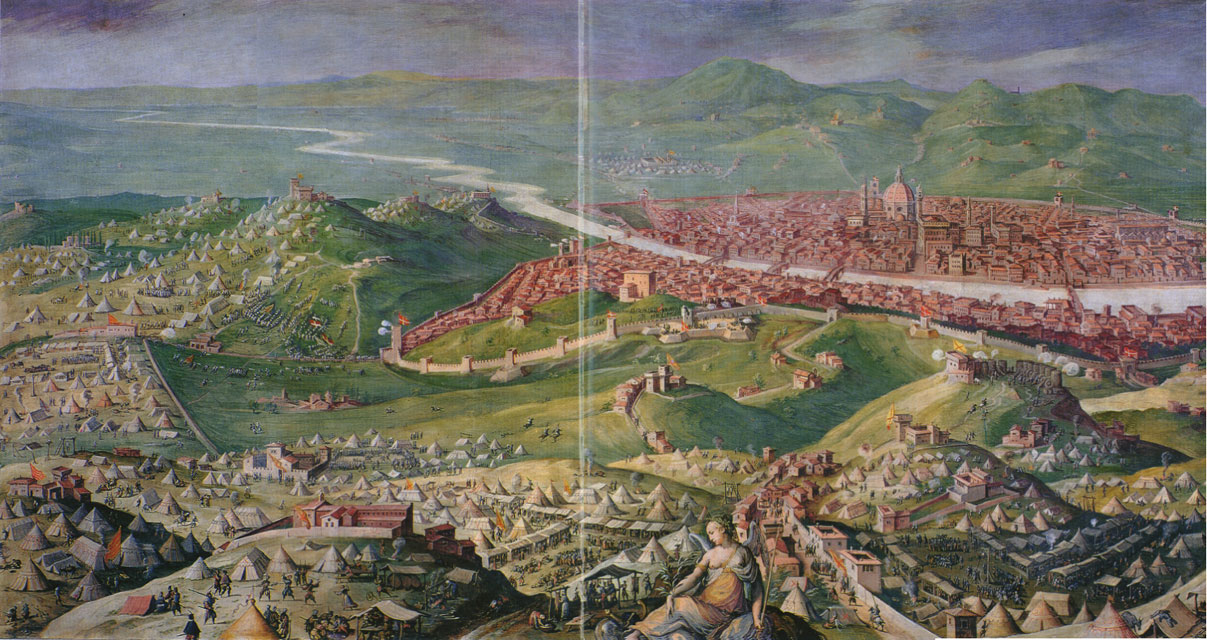
10 août : capitulation de Florence.

- 12 août : les armées de Charles Quint prennent Florence après onze mois de siège[23].

- 20 septembre: Martin Luther conseille aux princes protestants allemands de se préparer à la guerre plutôt que d'accepter de transiger avec l'Église catholique[24].

- Septembre : première attaque des Turcs sur le territoire de la Slovaquie[25].

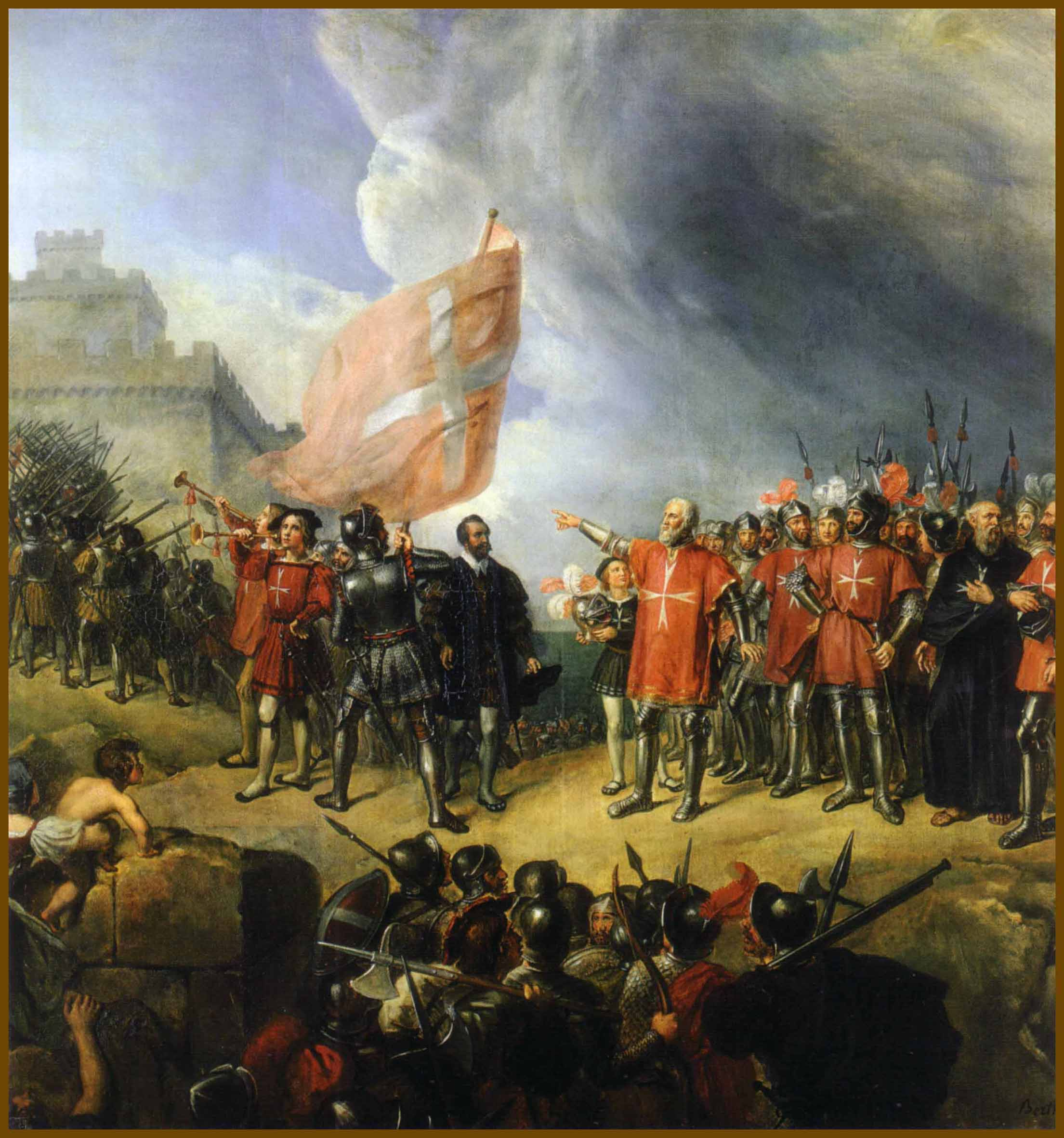
26 octobre : Philippe de Villiers de L'Isle-Adam prend possession de Malte. Toile de René Théodore Berthon, 1839

- 26 octobre : les chevaliers de Rhodes prennent possession de Malte, cédé à l'ordre par Charles Quint le 24 mars[26].

- 28 octobre : décret de Charles Quint par lequel Alexandre de Médicis et ses descendants sont déclarés chefs de la République florentine[27].

- 5 novembre : inondation de la Saint-Félix aux Pays-Bas[28].

- 14 novembre : en Allemagne, les Fugger sont anoblis par l'empereur Charles quint. Il se voient attribuer la propriété de domaines placés sous hypothèques[29].

- 19 novembre : le recès d’Augsbourg, qui confirme l’édit de Worms, est adopté par la majorité de la Diète : il ordonne aux princes évangéliques de se soumettre avant le 15 avril 1531, de rétablir dans leurs États la juridiction épiscopale et de restituer les biens d’Église[30].

- Le moine italien Bartolomeo Ferrari (1499-1544), saint Antoine-Marie Zaccaria et Giacomo Morigia fondent l'ordre des Barnabites, voués à l’assistance[31].

- Accords commerciaux (contractation) entre Nantes et Bilbao, en Espagne[32].

- L’archevêque de Salzbourg transforme la route des Tauern, jusque-là chemin muletier, en voie carrossable. Les États Provinciaux du Tyrol, qui défendent le col du Brenner, cherche en vain à entraîner le roi des Romains Ferdinand dans une opposition catégorique aux travaux[33].

## Naissances en 1530
- 5 janvier : Gaspard de Bono, religieux de l'ordre des Minimes († 14 juillet 1604).
- ? janvier : Symon Boudny, humaniste, pédagogue, réformateur de l'église, philosophe, sociologue et historien biélorusso-polonais († 13 janvier 1593).

- 18 février : Uesugi Kenshin, seigneur de guerre japonais qui dirigea la province d'Echigo pendant la période Sengoku († 19 avril 1578).
- 26 février : David Chytraeus, écrivain luthérien († 25 juin 1600).

- 11 mars : Jean-Guillaume de Saxe-Weimar, prince allemand de la maison de Wettin († 2 mars 1573).
- 24 mars : Ryūzōji Takanobu, daimyo de l'époque Sengoku († 4 mai 1584).

- 7 mai : Louis Ier de Bourbon-Condé, prince du sang de la maison de Bourbon et principal chef protestant pendant les trois premières guerres de religion († 13 mars 1569).

- 6 juin : Jan Kochanowski, poète polonais († 22 août 1584).
- 20 juin : François-Othon de Brunswick-Lunebourg, duc de Brunswick-Lunebourg († 29 avril 1559).

- 3 juillet : Claude Fauchet, magistrat, humaniste et historien français († janvier 1602).
- 14 juillet : Giovanni Battista Benedetti, mathématicien et physicien italien († 20 janvier 1590).
- 17 juillet : François de Montmorency, noble et militaire français, grand officier de la couronne († 6 mai 1579).

- 11 août : Ranuccio Farnèse, cardinal italien († 29 octobre 1565).
- 25 août : Ivan IV de Russie, premier tsar de Russie († 18 mars 1584).

- 30 septembre : Girolamo Mercuriale, médecin et philologue italien († 13 novembre 1606).

- 30 octobre : Charles d'Angennes de Rambouillet, cardinal français († 23 mars 1587).

- 1er novembre : Étienne de La Boétie, écrivain français († 18 août 1563).
- 6 novembre : Josias Simmler, théologien suisse († 2 juillet 1576).

- 1er décembre : Bernardin Realino, prêtre jésuite italien canonisé en 1947 († 2 juillet 1616).
- 12 décembre : Frédéric de Brandebourg, fut sous le nom de Frédéric IV archevêque de Magdebourg et de Frédéric III évêque d'Halberstadt († 2 octobre 1552).

- Date précise inconnue :
  - Christiaan van der Ameijden, chanteur et compositeur († 1605).
  - Giulio Cesare Aranzio, anatomiste et chirurgien italien († 7 avril 1589).
  - Edmond Auger, prêtre jésuite français, prédicateur, confesseur du roi Henri III († 19 janvier 1591).
  - Dominique Bachelier, architecte et sculpteur français († 1594).
  - Matthew Baker, ingénieur naval anglais († 1613).
  - Christophe Báthory, noble hongrois, prince de Transylvanie († 27 mai 1581).
  - François de Belleforest, écrivain français († 1er janvier 1583).
  - Giovanni Francesco Bezzi dit il Nosadella, peintre et graveur maniériste italien de l'école bolonaise († 15 juillet 1571).
  - Jean Bodin, jurisconsulte, économiste, philosophe et théoricien politique français († 1596).
  - Nicolás Borrás, religieux et peintre espagnol († 5 septembre 1610).
  - Philibert Bugnyon, poète français († vers 1590).
  - Marc-Claude de Buttet, poète et gentilhomme savoisien († 10 août 1586).
  - Jean de Chambes, Baron, puis Comte de Montsoreau († 1575).
  - Guillaume Costeley, musicien et compositeur français († 1er février 1606).
  - Vincenzo Danti, sculpteur et ingénieur civil italien († 26 mai 1576).
  - Juan de Escobedo, homme politique espagnol, secrétaire du trésor de Juan d'Autriche († 31 mars 1578).
  - Francisco de Figueroa, poète du Siècle d'or espagnol († 1588).
  - Nicolas Filleul, poète et dramaturge français († 1575).
  - Charles du Puy-Montbrun, gentilhomme du Dauphiné, capitaine huguenot des guerres de religion († 1575).
  - Giovanni Battista Eliano, jésuite, théologien et orientaliste italien († 3 mars 1589).
  - Giovanni Antonio Fasolo, peintre maniériste italien actif dans la République de Venise († 1572).
  - Dominique de Gourgues, noble français de la Gascogne († 1593).
  - Jeanne d'Halluin, demoiselle de Pienne, baronne d’Alluye, dame d'honneur de Catherine de Médicis († ?).
  - Juan de Herrera, géomètre, mathématicien et architecte espagnol († 15 janvier 1597).
  - Hans Hoffmann, peintre allemand († 1591 ou 1592).
  - Gaspard Gil Polo, romancier et poète espagnol († 1584).
  - Stefano Guazzo, écrivain italien († 1593).
  - Kikkawa Motoharu, samouraï de l'époque Sengoku († 25 décembre 1586).
  - Kōriki Kiyonaga, daimyo de la fin de l'époque Azuchi Momoyama et du début de l'époque d'Edo († 12 mars 1608).
  - Louise de La Béraudière du Rouhet, dame d'honneur de Catherine de Médicis  († après 1586).
  - Ruy López, un des premiers grands joueurs d'échecs, prêtre espagnol, confesseur du roi Philippe II d'Espagne († 1580).
  - Pedro Malón de Chaide, augustin espagnol, disciple de Luis de León († 1589).
  - Battista Negrone, soixante-dix-septième doge de Gênes († janvier 1592).
  - Jean Nicot, ambassadeur de France à Lisbonne, célèbre pour avoir introduit le tabac en France et avoir donné son nom à la nicotine († 10 mai 1604).
  - Juan Pérez dit Petreius, poète et humaniste originaire de Tolède, écrivant en latin († 1565).
  - Jean Rouxel, jurisconsulte et poète français († 5 septembre 1586).
  - Satomi Yoshihiro, samouraï du clan Satomi qui a combattu contre le clan Go-Hōjō durant l'époque Sengoku de l'histoire du Japon († 5 juillet 1578).
  - Hugues Sureau Du Rosier, pasteur réformé français († vers 1575).
  - Richard Tarlton, acteur anglais de l'ère élisabéthaine († 3 septembre 1588).
  - Jean-Baptiste II de Taxis, conseiller d'État et ambassadeur du roi Philippe III d'Espagne († 1610).
  - Tosa Mitsumoto, peintre japonais († 1569).
  - Nicolas Vignier, juriste, historiographe et théologien français († 1596).
  - Eustache Vignon, éditeur et imprimeur français († 1588).
  - Maximilien Vilain de Gand, gouverneur de la Flandre française, capitaine général des villes et châtellenies de Lille, Orchies, et Douai. Gouverneur d'Artois, conseiller au Conseil d'état († 1583).
  - Jean de Vivonne, diplomate et militaire français († 1599).
  - Willem van den Broeck, sculpteur flamand († 1580).

- 1530 ou 1531 :
  - Philippe d'Alcripe, écrivain français, moine cistercien à l'abbaye de Mortemer († 1581).

- Vers 1530 :
  - John Bettes l'Ancien, peintre de portraits, miniaturiste et graveur britannique († 1576 ou 1580).
  - Leonardo Botal, médecin italien († ?).
  - Bartholomaeus Bruyn le Jeune, peintre allemand († entre 1607 et 1610).
  - Lambert Daneau, théologien et juriste calviniste français († 11 novembre 1595).
  - Jean Decourt, peintre français († vers 1585).
  - Robert II Estienne, imprimeur français († 1571).
  - Lattanzio Gambara, peintre maniériste italien († 18 mars 1574).
  - Charles Gilmer, théologien et universitaire français († 7 juillet 1593).
  - Isabel de Guevara, conquistador espagnole († ?).
  - Jérémie II de Constantinople, patriarche de Constantinople († septembre 1595).
  - La Cazette, militaire français († 15 juillet 1590).
  - Charlotte de Laval, héritière de Tinténiac († 3 mars 1568).
  - Tommaso Laureti, peintre maniériste italien († 22 septembre 1602).
  - Prudent Le Choyselat, procureur du roi Charles IX au bailliage de Sézanne († vers 1577).
  - Pierre Leclerc Du Vivier, conseiller et surintendant des finances du cardinal Charles de Lorraine et du duc Philippe-Emmanuel de Lorraine († 1598).
  - Grace O'Malley, pirate irlandaise († vers 1603).
  - Philippe de Noircarmes, chef militaire des Pays-Bas habsbourgeois au service de Charles Quint puis de Philippe II d'Espagne († 5 mars 1574).
  - Pierre Procureur, pédagogue et grammairien, originaire des Dix-Sept Provinces et décédé dans les Provinces-Unies († mai 1603).
  - Rocco Rodio, compositeur et théoricien de la musique italien de l'école napolitaine († après 1615).
  - Petrus van der Aa, jurisconsulte belge († 1594).
  - Luis de Velasco, peintre espagnol († 1606).
  - Jan Van Wechelen, peintre flamand († après 1570).

- Vers 1525-1530 :
  - Baldassare Donato, compositeur et chanteur italien appartenant à l'école vénitienne († juin 1603).
  - Pierre de Garros, poète et juriste français, d'expression principalement gasconne († entre 1581 et 1585).

## Décès en 1530
- 8 avril : François Lambert, réformateur protestant (° 1486).

- 5 juin : Mercurino Gattinara, chancelier de Charles Quint (° 10 juin 1465).
- 6 juin : Boniface IV de Montferrat, marquis de Montferrat (° 21 décembre 1512).

- 3 août : Philibert de Chalon, prince d'Orange, seigneur d'Arlay et seigneur de Nozeroy (° 18 mars 1502).
- 6 août : Jacopo Sannazaro, poète pastoral italien (Naples), auteur d’Arcadia (° 28 juillet 1458).

- 14 septembre : Quentin Massys ou Quentin Metsys, peintre flamand, à Anvers (° v. 1465)[34].

- 29 novembre : Thomas Wolsey, homme d’État et cardinal anglais  (° entre 1471 et 1471).

- 1er décembre : Marguerite d'Autriche, gouvernante des Pays-Bas et de Franche-Comté[23] (° 10 janvier 1480).
- 26 décembre : Bâbur, fondateur de l'Empire moghol des Indes (° 14 février 1483).

- Date précise inconnue :
- Andrea Sabatini, peintre italien (° vers 1487).

- Vers 1530 :
  - Bernardino Lanzani, peintre italien (° vers 1460).
  - Domenico Panetti, peintre italien (° vers 1460).